# Веслець (кряж)
Веслець — це гірська гряда на північному заході Болгарії, Західний Передбалкан, Врачанська область.
На внутрішній структурній смузі Західного Передбалкану піднімається гірська гряда Веслец, розташована на північ від Врачанських гір і долини річки Іскир. На заході і південному заході круто спускається до Врачанського поля і на північ крутими вапняними схилами до верхнього берега р. Скат. На північний захід, через низьке сідло у селі Цакониця з`єднується з хребтом Венеца, а на сході поступово переходить на Каменопольске плато. Південні схили пологі і плавно переходять до Мездренської горбистій місцевості. Його східні частини закінчуються вершиною Ненов камек (532,5 м) на південь від села Долішня Бешовиця над долиною річки Іскир.
Довжина хребта з заходу на схід становить близько 25 км, а його ширина коливається від 2 до 5 км. Найвища вершина — Маняшки пік (780,9 м), розташована в західній, найвищій частині хребта, приблизно в 3 км на північ від села Костелево.  Північні частини Веслеця дають початок річки Скат, а південна і східна частини -  ліві притоки річки Іскир.  З  західних частин кряжа стікають короткі річки, що належать до басейну Вуртешниці, басейну Огости.
Кряд Веслець - це моноклін, залишок південного стегна Мраморенського антікліналю.  Він складений з нижньої крейдою  і його хребет поступово знижується з заходу на схід.  Схили зарослі липою та грабом.  Південні, похилі схили зайняті пасовищами з ксерофітними видами трави.  Західну частину хребта займає велике курортне селище, яке є рекреаційною зоною міста Враца і де вирощують виноградну лозу.
На північних схилах хребта розташовані села Веслець, Горішнє Пештене, Тишевиця, Цакониця, Горішня Бешовиця і Долішня Бешовиця, а на південних схилах — села Кален, Горішня Кремена, Вирбешница, Крапець (Врачанська область) і Костелево.
Середня частина хребта, між селами Горішня Кремена та Горішня Бешовиця, уздовж 9,4 км, перетинається дорогою третього класу № 103 від Мездра - Роман - Брестницька державної дорожньоїмережі.

## Топографічна карта
- Аркуш карти K-34-36. Масштаб: 1 : 100 000. (рос.) Зазначити дату випуску/стану місцевості.